# Ingen kender Dagen
Ingen kender Dagen er en dokumentarisk bog af journalisterne Mads Brügger og Nikolaj Thomassen, omhandlende dagbladet Dagen, der gik ned efter bare 41 udgaver i efteråret 2002.
Bogen omhandler den tidligere Euroman-direktør Peter Lincks fejlslagne bestræbelser på at etablere et nyt dagblad på det danske marked for første gang i næsten 50 år. Dagbladet Dagen er blevet beskrevet som det 21. århundredes første store erhvervsskandale. Forfatterne var begge ansat i avisens afdeling for undersøgende journalistik. 
Bogen blev udgivet i 2003 på People's Press.